# II. János Pál-szobor (Makó)
A II. János Pál pápát ábrázoló makói szobor a belvárosi Szent István-plébániatemplomban található.
A szoborállítás ötlete 2011-ben, egy, a Máriaradnai kolostorhoz történt zarándoklat során merült föl a hívekben, akik az ottani kegytemplomban láttak egy frissen felszentelt szobrot. Czank Gábor plébános egy évvel később, a pápa születésének 92. évfordulója kapcsán döntött a gyakorlati megvalósítás mellett. 
A szobor egész alakos, körülbelül 150 centiméter magas; a pápát egyik kezében pásztorbottal, másikkal híveinek áldást osztva ábrázolja. Az alkotást a Szentatya hazájában, Lengyelországban, Częstochowa városában készítették helyi mesteremberek; a szűkebb régióban nincs másik alkotás, amely a makói hívők körében is népszerű, 2011-ben boldoggá avatott egyházfőt ábrázolná. A szobor felszentelésével egy időben, 2012. május 18-án a templomban Magyaros Rita (Veronika nővér) több ereklyét is tartalmazó, a pápa életét bemutató magángyűjteményét is kiállították.